# Гетика (Дион Кассий)
Гетика — историческое сочинение, рассказывающее о гетских племенах Фракии. Византийский словарь Суда, готский историк Иордан, а также епископ Лизьё Фрекульф, живший в IX веке, приписывают этот труд Диону Кассию. Однако Филострат Старший в своей работе «Жизнь софистов» считает автором Диона Хрисостома. До наших дней труд не дошёл.